# Лонг-сюр-Мер
Лонг-сюр-Мер (фр. Longues-sur-Mer) — коммуна во Франции, находится в регионе Нижняя Нормандия. Департамент коммуны — Кальвадос. Входит в состав кантона Ри. Округ коммуны — Байё.
Код INSEE коммуны — 14377.

## Население
Население коммуны на 2010 год составляло 648 человек.
| 1962 | 1968 | 1975 | 1982 | 1990 | 1999 | 2010 |
| ---- | ---- | ---- | ---- | ---- | ---- | ---- |
| 466  | 469  | 447  | 463  | 561  | 586  | 648  |

## Экономика
В 2010 году среди 418 человек трудоспособного возраста (15—64 лет) 288 были экономически активными, 130 — неактивными (показатель активности — 68,9 %, в 1999 году было 72,1 %). Из 288 активных жителей работали 263 человека (140 мужчин и 123 женщины), безработных было 25 (13 мужчин и 12 женщин). Среди 130 неактивных 31 человек были учениками или студентами, 61 — пенсионерами, 38 были неактивными по другим причинам.